# Museo Universitario del Chopo
El Museo Universitario del Chopo (coloquialmente El Chopo) es un recinto museográfico de la Ciudad de México, dedicado a la promoción y difusión del arte contemporáneo. Sus actividades se enmarcan dentro de la Coordinación de Difusión Cultural de la Universidad Nacional Autónoma de México (UNAM).
Durante décadas, el Museo del Chopo fue la única opción de arte joven, accesible y de calidad en el centro de la ciudad que logró consolidar un proyecto multidisciplinario reconocido por su carácter plural, crítico e independiente.

## El edificio

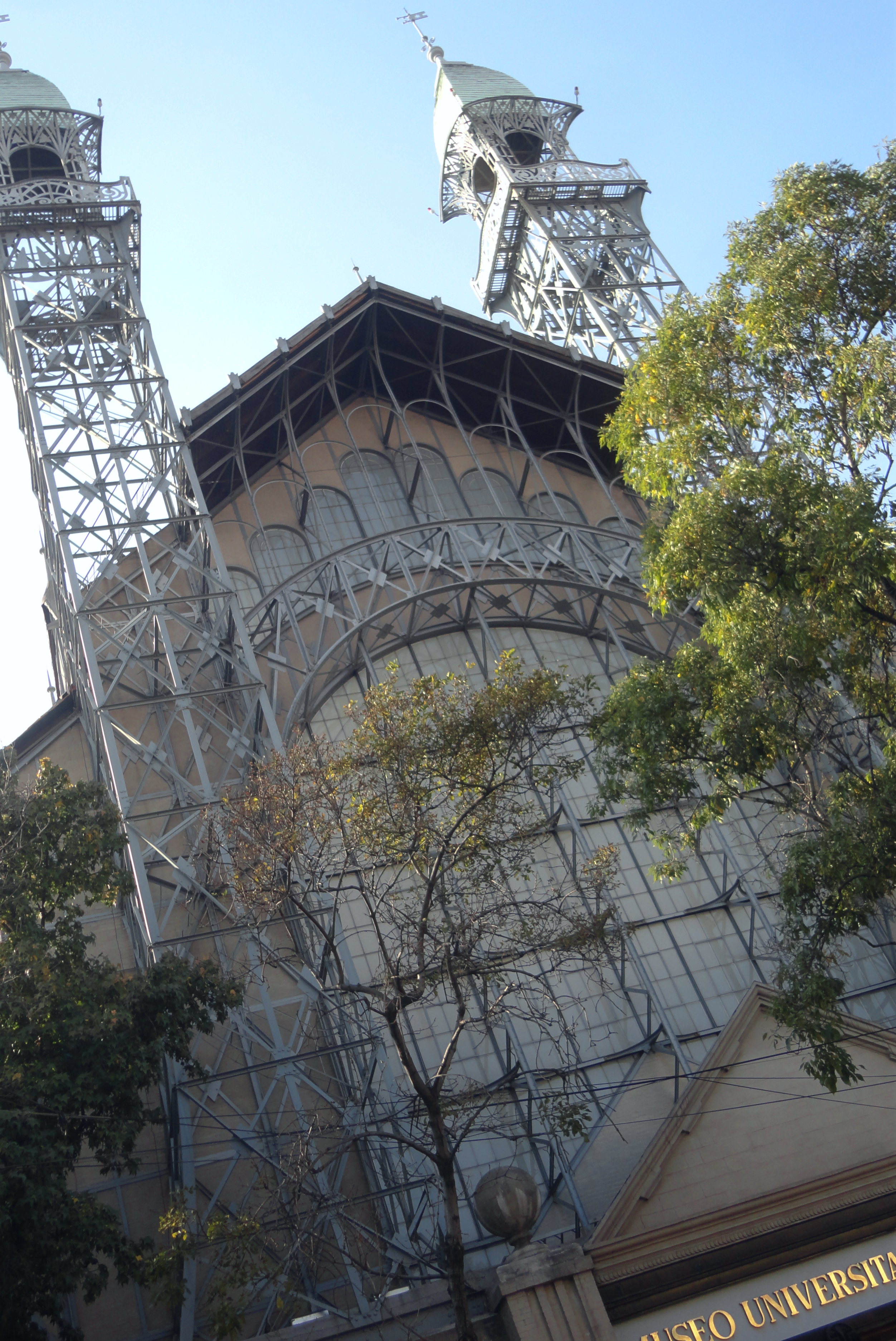
Fachada del museo

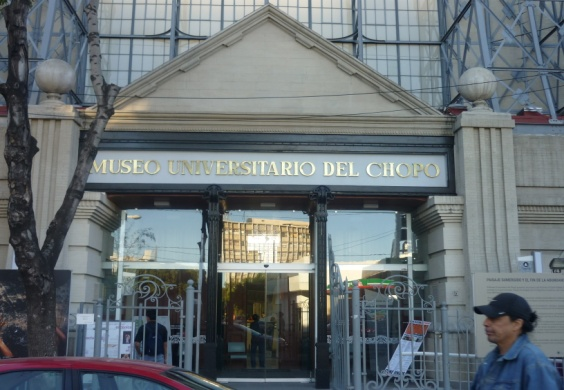
Entrada principal

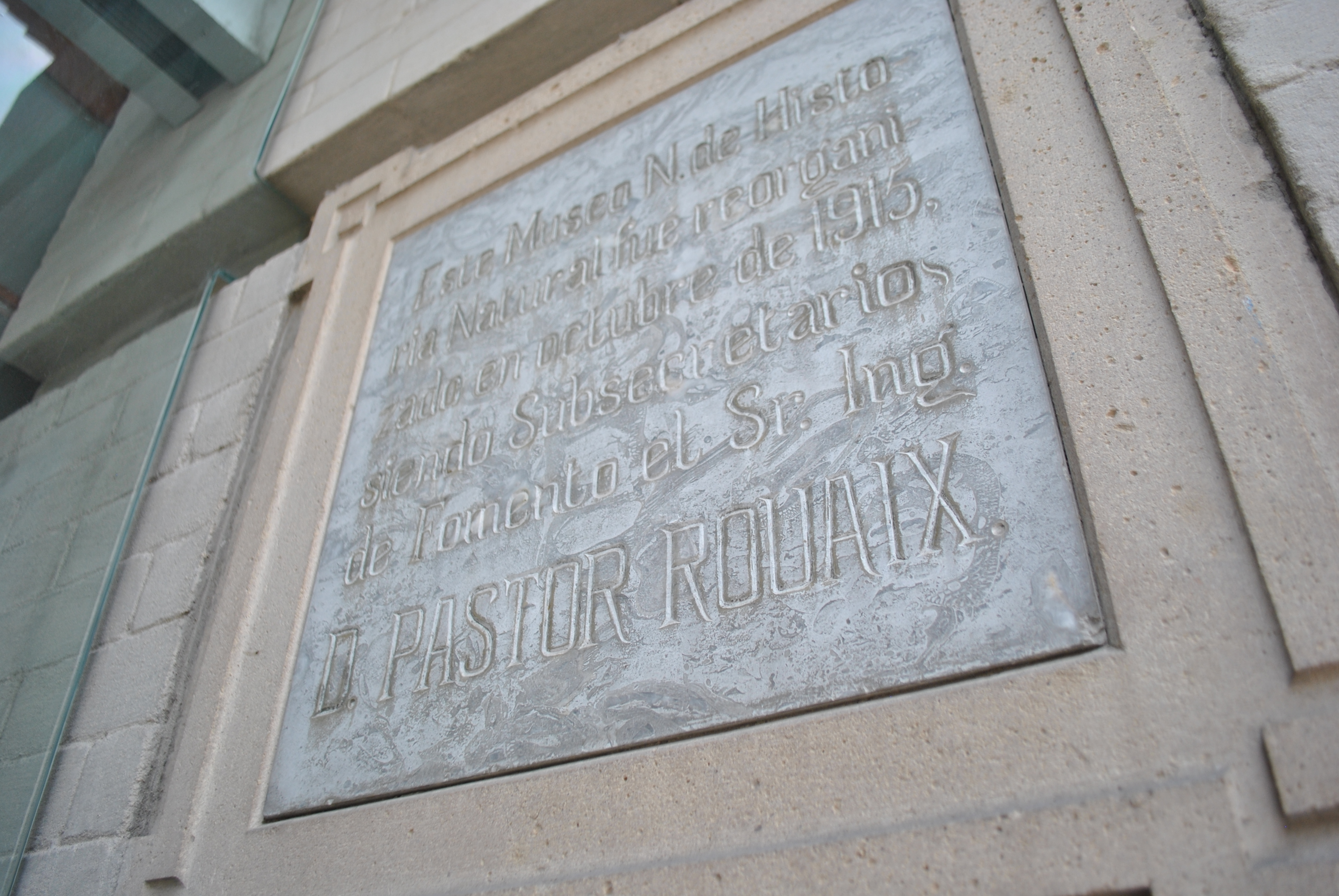
Placa conmemorativa: "Este Museo N. de Historia Natural fue reorganizado en octubre de 1915 siendo Subsecretario de Fomento el Sr. Ing. D. Pastor Rouiax"

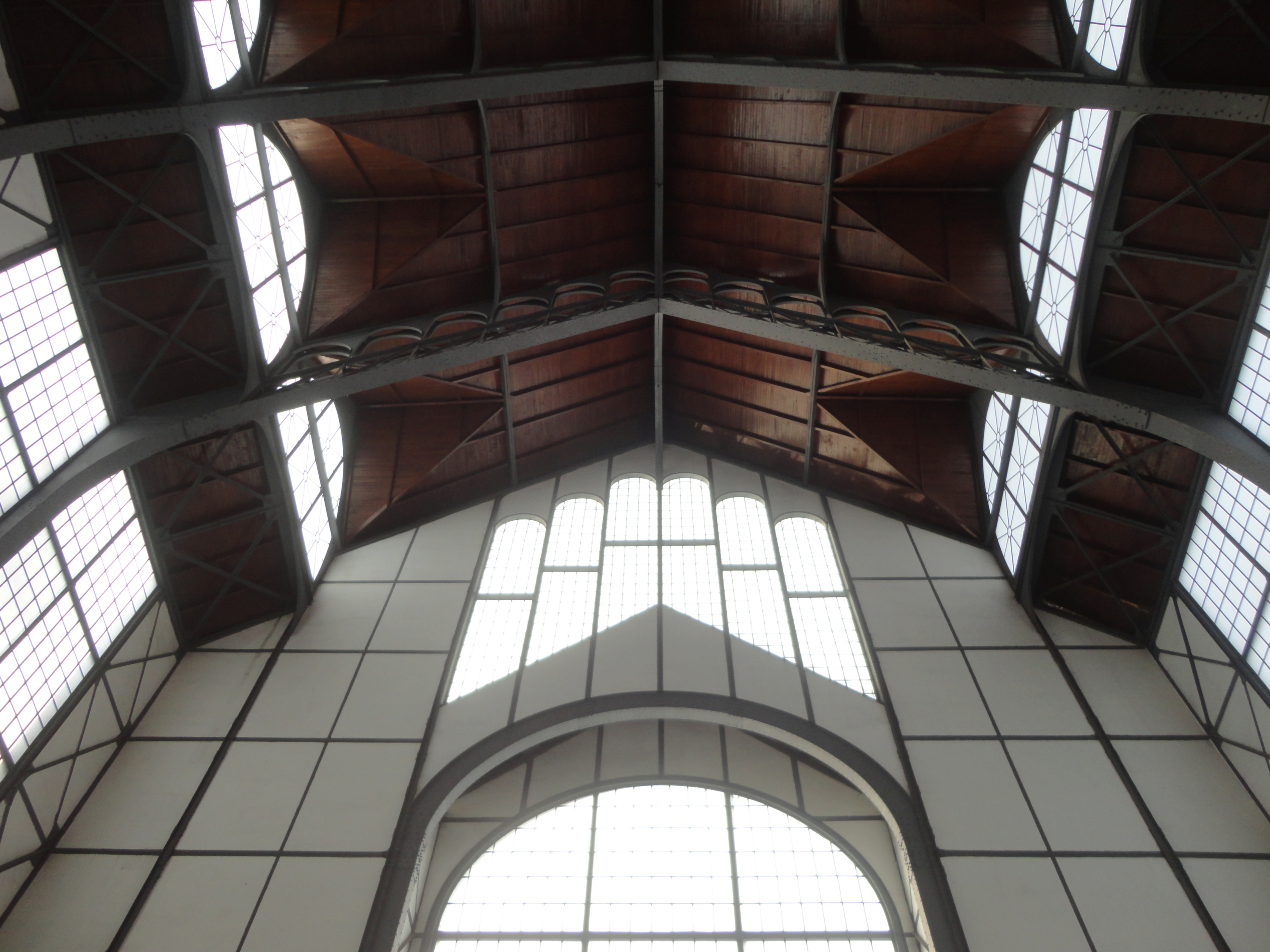
Techo de la nave

El edificio del museo es un icono de la zona centro de la Ciudad de México. Se trata de una estructura de estilo  Jugendstil alemán (equiparable al art nouveau francés) prefabricada y desarmable, diseñada por Bruno Möhring para ser cuarto de máquinas de la metalúrgica Gutehoffnungshütte (Mina de la Buena Esperanza), inscripción que, de hecho, aparece en algunas de sus viguetas. El edificio de hierro, tabique prensado y cristal albergó en 1902 la Exposición de Arte e Industria Textil, en Düsseldorf, Alemania.
El empresario mexicano José Landero y Coss compró una parte del diseño del edificio original para traerla y armarla en la Ciudad de México, con el fin de instalar la Compañía Mexicana de Exposición Permanente, S.A., empresa interesada en realizar exposiciones comerciales de productos industriales y artísticos.
La técnica implementada para la creación del edificio fueron dos. La primera era con hierro dulce, el cual se hizo con el primer horno Bessemer que llegó a México en el año de 1858; el segundo método que se empleó para la construcción del museo fue la implementación del alto-horno para hierro de grado industrial que la Fundación de Fierro y Acero Monterrey operó en el año 1900.
De 1901 a 1905 el ingeniero Luis Bacmeister se encargó de su armado, en el número diez de la calle de Chopo (hoy Enrique González Martínez), en la naciente colonia Santa María la Ribera, símbolo de modernidad, al ser la primera colonia planeada y fraccionada de la ciudad, abarcaba 53 manzanas según el proyecto de los hermanos Flores, y sus calles tenían nombres de árboles y flores.
En 1905 la compañía de Landero y Coss se declaró en quiebra, y en 1909 se firmó un contrato de arrendamiento con la entonces Secretaría de Instrucción Pública y Bellas Artes, para destinar el edificio -conocido en aquellos años como “El Palacio de Cristal”, en referencia al Cristal Palace de Londres- al Museo Nacional de Historia Natural. Sin embargo, ante la magnitud de la gran celebración que organizó Porfirio Díaz con motivo del Centenario de la Independencia de México, la propia Secretaría de Instrucción cedió el edificio para que la delegación japonesa montara en él una Exposición de Arte Industrial, la cual inauguró el 2 de septiembre de 1910 el presidente Díaz, con la presencia del embajador de Japón. A partir de ese momento, el edificio se conoció popularmente como El Pabellón japonés. No se tiene registro de ninguna otra actividad realizada en el recinto sino hasta el 1 de diciembre de 1913, cuando se inauguró el Museo Nacional de Historia Natural, primer museo nacional dedicado a las ciencias naturales, cuya colección fundacional provino de parte de la colección del Museo de las Culturas, ubicado en la calle de Moneda del Centro de la Ciudad. Las secciones inaugurales fueron Botánica, Zoología, Biología, Mineralogía y Geología.
Cuando en 1917 el gobierno de Venustiano Carranza suprime la Secretaría de Instrucción Pública y Bellas Artes, emite un decreto para que el Museo Nacional de Historia Natural y su edificio dependan de la Dirección General de Estudios Biológicos, quedando a cargo de la nueva Secretaría de Agricultura y Fomento. Durante esta administración, en 1926, la viuda de Andrew Carnegie dona al museo una reproducción del llamado Diplodocus Carnegie, réplica en yeso de un dinosaurio jurásico que definiría por décadas la identidad del museo.
El 22 de julio de 1929, como parte de las disposiciones tomadas a favor de la Ley Orgánica de la Autonomía de la Universidad Nacional de México, la Dirección de Estudios Biológicos se integró a la UNAM con el nombre de Instituto de Biología, por lo que el museo y su edificio se sumaron al patrimonio universitario.
Entre 1929 y 1964 el museo experimentó un proceso de crecimiento desproporcionado. Recibía en la década de los treinta cerca de 1200 visitas diarias, era el segundo museo en ser visitado en la capital, y referencia para visitas de escuelas primarias.

De niño fui al Chopo en varias ocasiones. Me llevaban mis papás o nos llevaban de la escuela. Era el Museo de Historia Natural. Vetusto y decrépito, el impresionante edificio de hierro, opresivo y enigmático, siempre en penumbra, con un dejo de abandono inocultable
Marcelino Perelló. "El viejo Chopo rejuvenecerá", en El Chopo año por año. 

El mismo recorrido entre los vestigios de la historia natural se repitió, para mi, en cuarto y dos veces en quinto año (pues reprobé el quinto); con el tiempo el horror empezó a convertirse en curiosidad y, en ocasiones, iba a visitarlo con amigos, varias veces.
Guillermo Samperio. "El primero Chopo", en El Chopo año por año. 

El deterioro del edificio y sus colecciones nunca se detuvo desde su inauguración como museo. Existen registros de peticiones infructuosas por 16 años del entonces director del Instituto de Biología de la UNAM, Isaac Ochoterena, para construir un museo nuevo y realizar reparaciones mínimas al edificio.
En 1964 fue cerrado por el deterioro de sus colecciones, que fueron transferidas a otros museos y dependencias universitarias. El Diplodocus Carnegie y muchas otras piezas integraron la colección de origen del nuevo Museo de Historia Natural, ubicado en el Bosque de Chapultepec, perteneciente al gobierno capitalino, entonces llamado Departamento del Distrito Federal. Otra parte de la colección quedó a resguardo de los Institutos de Geología y Biología de la UNAM, y parte de los fósiles con piezas emblemáticas, como el esqueleto de mamut, están expuestas en el Museo de Geología de la UNAM. Otra parte de la colección se integró a los acervos de varias escuelas e institutos de esta casa de estudios. A partir de ahí, el edificio, sin un plan concreto para su reutilización, permaneció abandonado hasta 1972, y corrió el riesgo de ser demolido y vendido el fierro de su estructura por kilo. En 1970, una compañía de demoliciones ofreció 40 mil pesos de entonces para aprovechar todo su material y dejarlo "libre de escombros, al nivel de banqueta". Su valor como monumento histórico detuvo dicho plan.

### Dimensiones
Las dimensiones del edificio son las siguientes:
- La superficie total cubierta del edificio es de 1500 m².
- Las naves laterales tienen 19 metros de altura libre y la nave, 32.
- Las torres tienen una altura de 47 metros.
- La techumbre es de duela de pino natural, machimbrada al exterior y tratada con hule sintético para poder impermeabilizarse y al interior, tratada con barniz para recuperar su fisonomía original.

## Creación del Museo Universitario del Chopo
En 1973 la UNAM, amparada en la Ley de Monumentos, reclama la posesión del edificio y lo restaura a fin de atender a una política de descentralización en materia de difusión cultural fuera del campus de la Ciudad Universitaria para el reaprovechamiento de los espacios.
Según el entonces director de Difusión Cultural de la UNAM, Diego Valadés Ríos, el recinto debía reorientarse hacia un centro cultural más que una sede de exhibiciones permanentes. En cumplimiento con la recién aprobada Ley Federal sobre Monumentos y Zonas Arqueológicas, Artísticas e Históricas, la UNAM solicita la colaboración del INBA para iniciar los trabajos de restauración del inmueble. Se realizan una investigación histórica, levantamientos arquitectónicos del edificio y anteproyectos de restauración. Dicha investigación se nutre del modelo de su "hermano gemelo", el edificio de la mina Zollern en Alemania, conocido como Guttenoffnnunggshutte, lo que permite aportar más información de sus características arquitectónicas originales, además de la donación del plano original del frontis donado a la UNAM por don Enrique Creel Alcántara. Gracias a este plano, es posible saber que la construcción original contemplaba una enorme puerta principal de estilo art nouveau, que no se importó.
La remodelación del edificio duró un año y estuvo a cargo de la Dirección de Proyectos, Obras y Conservación de la UNAM, bajo la dirección del ingeniero Francisco de Pablo Galán, y el 25 de noviembre de 1975, a las 19:30 horas, el rector de la UNAM, doctor Guillermo Soberón Acevedo, en compañía del licenciado Diego Valadés, impulsor del proyecto, reinauguró el Museo Universitario del Chopo, como un centro promotor y difusor del arte de su tiempo y de la cultura universitaria.
Las características arquitectónicas del edificio que fue concebido para ser un pabellón de exposiciones industriales y durante un siglo sirvió de museo, impuso el reto de crear espacios adecuados para la presentación de las diversas manifestaciones artísticas, preservando la dignidad y discurso estético del edificio original. A partir de 1977, la oferta del museo se vio enriquecida con la puesta en funcionamiento del Cinematógrafo del Chopo, anexo a sus instalaciones.

### 1975-1980
Para la inauguración del museo se prepararon las exposiciones astronómicas De recientes órbitas celestes, una mirada al universo y Obras selectas de arte, con material proveniente del Departamento de Bienes Artísticos y Culturales Universitarios de la UNAM, así como Museo de sitio, dedicada a la historia del edificio con material proveniente del archivo personal de José Landero y Coss que facilitaron sus descendientes y del archivo personal del ingeniero McMeister, aportados por su hija. Otra actividad inaugural fue un concurso de cuento sobre el mismo museo y una obra de teatro de temática feminista. El jurado del concurso de cuento incluyó a Margo Glantz, Miguel Donoso Pareja y Arturo Souto. De entre 240 concursantes resultó ganador Guillermo Samperio, y selectos autores como Vicente Quirarte, Poli Deláno y Ricardo Clark. En el caso del concurso de teatro, en el jurado estuvieron Alaíde Foppa, Emilio Carballido y Nancy Cárdenas.
En 1976 se inaugura la muestra 80 años de cine en México, que permaneció dos años más en el museo. Incluía la ambientación de una calle con cámaras de cine antiguas y carteles de películas mexicanas memorables. Se presentaron obras de teatro por vez primera en el recinto: Pst, aquí estoy, de la compañía On 'tá, y Circo, maroma y teatro, La mujer afligida y Como el perro de las dos tortas, de la compañía californiana Beggars Theater. Para 1977, se inaugura el Cinematógrafo del Chopo con un ciclo dedicado a Jean Luc Godard.
En 1979, con una nueva administración, el Chopo acoge el ciclo El universo al alcance de todos, con conferencias organizadas por el Instituto de Astronomía de la UNAM. Un nuevo programa de talleres libres inicia en 1980, así como un impulso a las actividades musicales en el recinto. La gestión de Ángeles Mastretta y la coordinación de eventos de Jorge Pantoja abren el museo a la música popular, contracultural y animan a la presentación de diversos géneros. Se presentan grupos como Toncho Pilatos, Naftalina, Chaac Mool y Three souls in my mind. Además del Segundo encuentro de punk rock en México, hay un impulso a la canción popular latinoamericana y se organizan diversos eventos de apoyo a países centroamericanos, como el Acto de solidaridad con los pueblos de Guatemala y El Salvador.[cita requerida]

### 1980-1990

#### Rock en El Chopo
Dada la represión a los jóvenes desde la década de los setenta luego del Festival de Avándaro y la Jueves de Corpus, el movimiento del rock mexicano se replegó hacia la marginalidad, siendo conciertos clandestinos y hoyos funky los principales espacios de desarrollo de nuevos grupos. En 1980, inspirados por un concierto en la Facultad de Arquitectura de la UNAM, la directora del museo, Conchita Ortega, encargó a Jorge Pantoja la realización de una competencia similar que llevó por nombre Primer certamen de composición el rock del Chopo, que tuvo como miembros del jurado a Juan Villoro, Victor Roura, Leonardo García Tsao, Oscar Sarquíz y José Xavier Navar, y resultaron ganadores Guillermo Briseño y su banda, y en los coros se echaron un palomazo Eugenia León y Guadalupe Pineda, de entre 56 bandas participantes. Dicho concurso abrió al Chopo como una sede para el rock de México luego de una década de estar fuera de recintos, y mucho menos universitarios.
En 1982, el primer lugar fue para Kerigma, en segundo lugar Eclipse y en tercer lugar empataron Ruido Blanco y Mercurio.
Yendo por esta línea, en 1980 se instala en la nave central la Primera feria de discos y libros, que a la postre se convertiría en el hoy Tianguis del Chopo, un mercado informal de intercambio de objetos relacionados con la música popular, particularmente el rock y otros géneros de carácter sub y contracultural.[cita requerida]
Dado el auge que tuvo el certamen y el tianguis, el rector Octavio Rivero Serrano autorizó en 1982 una remodelación al museo, que incluyó la construcción de un foro con graderías, camerinos, salones para talleres y un mezzanine con una galería y oficinas, equipo de audio e iluminación profesional en sustitución del equipo anterior, hecho de manufactura casera en la década de los setenta. En esa época se presentan grupos con llenos totales como Botellita de Jerez, El Tri, MCC, Kenny y los Eléctricos y Ritmo Peligroso, así como las primeras presentaciones de proyectos como el de Las Insólitas Imágenes de Aurora, hoy Caifanes.

Después, como un parpadear, formé parte del museo, pero en forma de música. "Las insólitas imágenes de Aurora revoloteaban en un foro donde la libertad de creación era lo más apreciado, lo más valioso, lo único
Saul Hernández, "Santuario" en El Chopo año por año.

Movimiento Rupestre
Otro movimiento que nació en este sitio fue el Movimiento Rupestre. Por iniciativa de Ángeles Mastretta, Jorge Pantoja, Rafael Catana y Rockdrigo González, el 15, 16 y 22 de noviembre de 1984 se realizó en el museo el 2º Festival de la Canción Rupestre, con la presentación de Rockdrigo González, Roberto González, Jaime López, Cecilia Toussaint, Eblen Macari, Rafael Catana, Mario Mota, Fausto Arrellín, Guillermo Briseño, Alejandro Lora, Roberto Ponce y Gerardo Enciso. La entrada costó 200 pesos y 100 a estudiantes, y se anunció como "3 días, 7 cantantes, 100 rolas, solistas y acompañadistas".
Más tarde, en 1983, se construyó al interior del pabellón el Foro del Dinosaurio (que se integraba por un escenario de tarima de 14 m², bambalinas, tres segmentos de gradas para el público y dos camerinos), 200 m² de oficinas, tres salones para impartir talleres y un mezzanine que funcionaba como parte del foro y galería de arte. Estas adecuaciones permitieron ampliar y diversificar las presentaciones artísticas, y posicionaron al museo como un sitio privilegiado para las expresiones de la contracultura.
Luego de las adecuaciones y al terminar las obras del rector Rivero Serrano, se realizan las Jornadas de reapertura, en las que se presentan poesía, exposiciones y se reinician los talleres. En ese mismo año el artista Arnold Belkin es nombrado director del recinto, con lo que arriban al museo más exposiciones de artistas internacionales y se enriqueció con artes plásticas. También en ese año inicia el programa de radio Domingo en el Chopo, que se transmite en vivo en el Foro del Dinosaurio del recinto hasta 1987.

### 2000 a la actualidad
Después, entre 2002 y 2004, sobre el cinematógrafo se construyeron nuevas oficinas administrativas, que permitieron sacar las oficinas de las áreas públicas del museo, es decir, de las antiguas galerías.
Debido a su popularidad, el proyecto cultural del Chopo creció al tiempo que el arte contemporáneo fue integrando los avances de la tecnología a los discursos estéticos. Esta circunstancia, sumada a la vocación de innovación y vanguardia del Chopo, hizo evidente la necesidad de modernizar sus instalaciones y adecuar sus espacios a los requerimientos de las diversas manifestaciones artísticas que promueve. Por ello, en octubre de 2005 el edificio cerró sus puertas para emprender un gran proceso de transformación, mediante un proyecto diseñado por el arquitecto mexicano Enrique Norten. El proyecto se emprendió bajo el rectorado del doctor Juan Ramón de la Fuente, y estuvo a cargo del arquitecto Felipe Leal, titular de la Coordinación de Proyectos Especiales de la UNAM (2005-2007). La obra fue concluida por el ingeniero Francisco de Pablo Galán, titular de la Dirección General de Obras y Conservación de la UNAM (2008-2010), durante el rectorado del doctor José Narro Robles.

#### Reinauguración
El museo se reinauguró el 18 de mayo del 2010, y mantuvo su mismo perfil, misión y vocación, pero con condiciones infraestructurales más aptas, tanto en términos de su capacidad tecnológica como en lo relativo al diseño y funcionalidad de sus espacios.
Sin embargo, en tanto se realizaban las obras de restauración, intervención y mantenimiento, el museo mantuvo su oferta cultural presentando exposiciones, actividades escénicas y performances en vitrinas del Metro, en museos y galerías de la Ciudad de México y de otras ciudades del país. Continuó impartiendo sus talleres libres y talleres especiales en casas rentadas aledañas a las oficinas del museo, con una matrícula cercana a los mil. Desde esas casas se atendieron los servicios de consulta y las actividades del Libro Club, al tiempo que se clasificó, sistematizó y digitalizó el material documental histórico del museo y el relativo a la promoción de su oferta cultural desde su fundación. Los materiales catalogados y digitalizados dieron origen a la Mediateca del Chopo, en un sitio en Internet de actualización permanente, inaugurado en mayo de 2011 para su consulta remota.
En términos generales, los principales beneficios de las obras practicadas al Chopo y su consecuente equipamiento son: duplicación de los espacios para exposiciones, modernización del Foro del Dinosaurio (ahora denominado “Foro del Dinosaurio Juan José Gurrola”) y del Cinematógrafo del Chopo, habilitación de jardines y patios frontales para usos artísticos y de convivencia, inclusión de servicios museales complementarios, como son: el Centro de Información, con su Biblioteca, Mediateca y la Unidad de Información; tienda, cafetería, además de baños, áreas de descanso, caseta de informes, guardarropa, taquilla, caseta de vigilancia, elevadores, accesos para personas con discapacidad motriz y letreros en braille para personas con debilidad visual, entre otros. Además, las galerías, el foro, el cine y el Centro de Información se equiparon con tecnología de punta, cuidando la seguridad del público y los trabajadores, previendo la adecuada circulación de los visitantes y dándoles condiciones de mayor confort y descanso, al tiempo de establecer condiciones para el mejor lucimiento de las presentaciones artísticas, que conforman la programación del museo.
El proyecto arquitectónico se basa en la construcción de un edificio completamente contemporáneo al interior del edificio original que le sirve como envolvente y fachada. Con ello, el arquitecto estableció un diálogo entre dos arquitecturas pertenecientes a siglos diferentes, que se valen de los mismos materiales: hierro, mampostería y abundantes elementos de cristal.
El Chopo ha sido un foro idóneo para presentaciones artísticas de grupos y temáticas alternativas, como las Jornadas del Movimiento Punk en México (1988), la Semana Cultural Lésbica-Gay (desde 1987), las Jornadas de Lucha contra el Sida (desde 1990), o de dimensión política, como la entrega de la Medalla Roque Dalton (durante el período 1985-2000), entre muchas otras actividades.

#### Presentaciones y eventos artísticos y culturales
En el foro, cine y galerías del Chopo, han participado importantes artistas e intelectuales de talla nacional e internacional, entre otros:
- Francisco Toledo
- Gabriel García Márquez
- Carlos Fuentes
- Martha Chapa
- Carlos Monsiváis
- José Luis Cuevas
- Philip Bragar
- Gabriel Macotela
- los hermanos Castro Leñero
- Cristina Pacheco
- Eloy Tarsicio
- Elena Garro
- Frances Turner
- Dieter Finke
- Julieta Egurrola
- Vlady
- Sebastián
- Jazzamoart
- Marta Aura
- Hugo Argüelles
- Molotov
- Café Tacvba
- Salvador "El Negro" Ojeda
- Danzonera Acerina
- Horacio Franco
- Real de Catorce
- Fura dels Baus
- Guadalupe Pineda
- Los Folkloristas
- Marimba Nandayapa
- Eraclio Zepeda
- Boris Viskin
- Julieta Fierro
- ¡Qué Payasos!
- Hermanas Vampiro
- Lorena Wolffer
- Lourdes Grobet
- Gerardo de la Torre
- Rockdrigo González
- el Tri
- Guillermo Briseño y su banda
- Rebeld de Punk
- Die Totem Hasen
- Human Drama
- Neife Peña
- Jorge Reyes
- Botellita de Jerez
- Kerygma
- Trolebús
- Las Señoritas de Aviñón
- Martha Palau
- Gilberto Aceves Navarro
- el Taller Coreográfico de la UNAM
- La Cebra Danza Gay
- Roberto Fabelo
- Jimena Giménez Cacho
- Ernesto Marenco
- Agustín Ibarrola
- Rogelio Naranjo
- Rogelio Cuéllar
- Regina Orozco

### Coordinación de actividades
Han estado a cargo de coordinar las actividades:
- Elena Urrutia (1975-1976)
- Rodolfo Rivera González (1976-1979)
- Guillermo Castro (1979)

### Dirección del museo
Han dirigido el museo:
- Ángeles Mastretta (1979-1983)
- Arnold Belkin (1983-1985)
- Elba Macías (1985-1989)
- Montserrat Galí Bodella (1989-1994)
- Lourdes Monges (1994-2000)
- Alma Rosa Jiménez (2000-2012)
- José Luis Paredes Pacho (2012-2023)
- Sol Henaro Palomino (desde 2024)[18]

## De su vocación
Desde noviembre de 1975, el museo ha ofrecido una variada programación de exposiciones, música, danza contemporánea, cine, performance, teatro y variados cursos de bajo costo que le han conferido un carácter barrial y comunitario. A partir de su reapertura, el perfil del museo se ha redefinido en función de los planes sus diferentes direcciones.
En la década de los ochenta, a partir de la gestión de Ángeles Mastretta, el espacio se abrió a comunidades de artistas latinoamericanos, pero sobre todo al rock y a las expresiones contraculturales, alojando en sus instalaciones la Primera feria de discos y libros, que fue bautizada rápidamente como Tianguis del Chopo. Dado que las personas que visitaban el inmueble acudían buscando aún el Diplodocus, es en estos años cuando Mastretta acuña la frase promocional: "El dinosaurio ya no está en el Chopo; ahora el Chopo es un museo vivo."
Con la llegada de Arnold Belkin a la dirección en 1984, hay un refuerzo de las artes plásticas en el recinto; Belkin le aporta una "proyección internacional" con 25 exposiciones en año y medio que duró su gestión, que generó una opinión positiva entre la comunidad artística. Ofreció al museo el díptico Bolívar, luz y penumbras del pintor peruano Herman Braun-Vega. En 1992 una sala del recinto recibió el nombre del exdirector.
Durante la dirección de Montserrat Galí, el museo es definido como "un museo universitario, alternativo y comunitario". En la década de los noventa, el público que asistía al museo eran mayoritariamente jóvenes de entre 15 y 26 años de edad, por lo que sus expresiones artísticas se orientan a dicho sector. Igualmente se propone vincular al entorno que lo rodea y promueve actividades como el taller de tradición oral de la historia de la colonia Santa María la Ribera, el taller de la Tercera Edad y la Sociedad de Amigos de Santa María.
Por su larga trayectoria en la promoción artística, que une tradición y vanguardia, el Museo Universitario del Chopo es un referente obligado para la generación de artistas visuales y escénicos de la segunda mitad del siglo XX en adelante, con marcada vocación por el arte experimental.

### Programa estratégico 2012-2015
De mayo de 2012 a la fecha, José Luis Paredes Pacho es director del museo. Mediante el diseño del Plan Estratégico 2012-2015, Pacho ha restituido el carácter vanguardista que el museo tuvo en la década de los 80 y 90, cuando albergó a las escenas subterráneas y marginales de la ciudad, como los movimientos gay y feminista, el movimiento de rock en todas sus tendencias (punk, experimental, electroacústica, progresivo, rupestre, etcétera), las artes visuales emergentes. Dicho plan caracteriza al recinto como: epicentro de las subterraneidades de los 80 en las artes escénicas, la música, las artes visuales, la literatura y las reivindicacione de género. Así mismo, considera al museo una de las pocas infraestrucutras culturales al norte de la Ciudad de México en los 80, lo cual lo convirtió en centro articulador del imaginerio espacial de la ciudad y por lo tanto en un vínculo saludable entre clases sociales, generaciones, escenas culturales y zonas de la ciudad.
El Plan Estratégico 2012-2015, desarrollado por José Luis Paredes Pacho, ofrece cuatro líneas de trabajo:
- Escenas subterráneas y heterodoxias
- Dispositivos tecnológicos y economías creativas
- Diseño, espacio urbano y arquitectura
- Historia, recinto y colección

Para la actual dirección, los campos de trabajo son:
- Exposiciones
- Pensamiento contemporáneo (conferencias, mesas redondas, etcétera)
- Artes escénicas
- Centro de documentación
- Mediación
- Talleres
- Cinematógrafo

## Áreas del museo
- Auditorio
- Centro de Documentación
- Café del Chopo
- Foro del Dinosaurio Juan José Gurrola

### Galerías
- Galería Arnold Belkin
- Galería Central
- Galería Helen Escobedo
- Galería Rampas 1 y 2
- Galería Sur
- Galería Underground